# Tóra Zo
Chansons représentant Chypre au Concours Eurovision de la chanson
To katálava argá
(1985) Áspro-mavro
(1987)
Tóra Zo, en grec Τώρα ζω (en français, Maintenant je vis) est la chanson représentant Chypre au Concours Eurovision de la chanson 1986, à Norvège, en Norvège. Elle est interprétée par la chanteuse Elpída.

## Sélection
La sélection est interne. Le diffuseur n'est pas satisfait de la première interprète. Le producteur Peter Yiannakis fait appel à Elpída qui refuse d'abord d'interpréter la chanson qu'elle trouve mauvaise puis accepte après de nouveaux arrangements.

## Eurovision
La chanson est la quinzième de la soirée, succédant à Über die Brücke geh'n interprétée par Ingrid Peters pour l'Allemagne et précédant Die Zeit ist einsam interprétée par Timna Brauer pour l'Autriche.
Sur scène, Elpida est accompagnée par Evrydíki comme choriste.
La chanson obtient 4 points et finit à la vingtième et dernière place.

### Points attribués à Chypre
| 12 points | 10 points | 8 points      | 7 points | 6 points  |
| --------- | --------- | ------------- | -------- | --------- |
|           |           |               |          |           |
| 5 points  | 4 points  | 3 points      | 2 points |           |
|           |           | - Yougoslavie |          | - Irlande |